# تاریخ ترسناک
تاریخ ترسناک (به انگلیسی: Horrible Histories) نام مجموعه کتابی نوشته تری دیری (تری دی‌یری) (به انگلیسی: terry deary) نویسنده بریتانیایی است که توسط انتشارات اسکلاستیک منتشر شده است. اولین قسمت‌های این سری با عنوان‌های «مصری‌های معرکه» و «فرمانروایان فرومایه» در ژوئن ۱۹۹۳ چاپ شد.
این مجموعه با ترجمه مهرداد تویسرکانی و پیمان اسماعیلیان توسط انتشارات افق، و با ترجمه علی بخشی توسط انتشارات هوپا چاپ گردیده است. تا به امروز، در مجموع، ۱۸ جلد از این مجموعه ترجمه و چاپ شده است.

## قسمت‌های چاپ‌شده در ایران
| مجموعه       | شماره | نام                          | تعداد صفحه | قطع  | مترجم            | چاپ دیگر                                          | چاپ دیگر          |
| مجموعه       | شماره | نام                          | تعداد صفحه | قطع  | مترجم            | مجموعه نام تعداد صفحه قطع                         | مترجم انتشارات    |
| ------------ | ----- | ---------------------------- | ---------- | ---- | ---------------- | ------------------------------------------------- | ----------------- |
| اول (قاب‌دار) | ۱     | انقلاب‌های پرهیاهو            | ۱۹۲        | رقعی | مهرداد تویسرکانی |                                                   |                   |
| اول (قاب‌دار) | ۲     | جنگ فجیع جهانی اول           | ۱۲۸        | رقعی | مهرداد تویسرکانی |                                                   |                   |
| اول (قاب‌دار) | ۳     | جنگ وحشتناک جهانی دوم        | ۱۲۸        | رقعی | مهرداد تویسرکانی |                                                   |                   |
| اول (قاب‌دار) | ۴     | انقلاب‌های فرانسه             | ۱۷۶        | رقعی | مهرداد تویسرکانی |                                                   |                   |
| اول (قاب‌دار) | ۵     | امپراتوری بی‌خرد بریتانیا     | ۱۲۸        | رقعی | مهرداد تویسرکانی |                                                   |                   |
| اول (قاب‌دار) | ۶     | آمریکا                       | ۱۹۰        | رقعی | مهرداد تویسرکانی |                                                   |                   |
| اول (قاب‌دار) | ۷     | فرمانروایان فرومایه          | ۱۷۶        | رقعی | مهرداد تویسرکانی |                                                   |                   |
| اول (قاب‌دار) | ۸     | رومی‌های بی‌رحم                | ۱۲۸        | رقعی | مهرداد تویسرکانی |                                                   |                   |
| دوم          | ۹     | تاریخ ترسناک جهان            | ۱۰۴        | رحلی | پیمان اسماعیلیان |                                                   |                   |
| دوم          | ۱۰    | سلحشوران سیاه و دژهای دودزده | ۱۷۶        | رقعی | پیمان اسماعیلیان |                                                   |                   |
| دوم          | ۱۱    | عصر حجر پرخطر                | ۱۲۸        | رقعی | پیمان اسماعیلیان | تونل وحشت تاریخ عصر حجر وحشی ۱۵۲ صفحه رقعی        | علی بخشی نشر هوپا |
| دوم          | ۱۲    | یونانیان یگانه               | ۱۳۶        | رقعی | پیمان اسماعیلیان |                                                   |                   |
| دوم          | ۱۳    | مصری‌های معرکه                | ۱۳۶        | رقعی | پیمان اسماعیلیان | تونل وحشت تاریخ مصری‌های خفن ۱۵۲ صفحه رقعی         | علی بخشی نشر هوپا |
| دوم          | ۱۴    | سده‌های میانی مصیبت‌بار        | ۱۳۶        | رقعی | پیمان اسماعیلیان |                                                   |                   |
| دوم          | ۱۵    | شاهان شریر و شهبانوهای شرور  | ۲۰۸        | رقعی | پیمان اسماعیلیان |                                                   |                   |
| دوم          | ۱۶    | وایکینگ‌های وحشی              | ۱۲۸        | رقعی | پیمان اسماعیلیان |                                                   |                   |
| دوم          | ۱۷    | مرگ‌بارترین روزهای تاریخ      | ۹۶         | رحلی | پیمان اسماعیلیان |                                                   |                   |
| دوم          | ۱۸    | آزتک‌های بی‌اعصاب              | ۱۲۸        | رقعی | پیمان اسماعیلیان |                                                   |                   |
| -            | -     | -                            | -          | -    | -                | تونل وحشت تاریخ اینکاهای باورنکردنی ۱۵۲ صفحه رقعی | علی بخشی نشر هوپا |

* اساس لیست بالا از مجموعه چاپ‌شده توسط انتشارات افق به دست آمده است.